# 18 نوفمبر
- السبت
- الأحد
- الاثنين
- الثلاثاء
- الأربعاء
- الخميس
- الجمعة

- 110 جمادى الأولى 1447  هـ
- 211 جمادى الأولى 1447  هـ
- 312 جمادى الأولى 1447  هـ
- 413 جمادى الأولى 1447  هـ
- 514 جمادى الأولى 1447  هـ
- 615 جمادى الأولى 1447  هـ
- 716 جمادى الأولى 1447  هـ
- 817 جمادى الأولى 1447  هـ
- 918 جمادى الأولى 1447  هـ
- 1019 جمادى الأولى 1447  هـ
- 1120 جمادى الأولى 1447  هـ
- 1221 جمادى الأولى 1447  هـ
- 1322 جمادى الأولى 1447  هـ
- 1423 جمادى الأولى 1447  هـ
- 1524 جمادى الأولى 1447  هـ
- 1625 جمادى الأولى 1447  هـ
- 1726 جمادى الأولى 1447  هـ
- 1827 جمادى الأولى 1447  هـ
- 1928 جمادى الأولى 1447  هـ
- 2029 جمادى الأولى 1447  هـ
- 2130 جمادى الأولى 1447  هـ
- 221 جمادى الآخرة 1447  هـ
- 232 جمادى الآخرة 1447  هـ
- 243 جمادى الآخرة 1447  هـ
- 254 جمادى الآخرة 1447  هـ
- 265 جمادى الآخرة 1447  هـ
- 276 جمادى الآخرة 1447  هـ
- 287 جمادى الآخرة 1447  هـ
- 298 جمادى الآخرة 1447  هـ
- 309 جمادى الآخرة 1447  هـ
- 110 جمادى الآخرة 1447  هـ
- 211 جمادى الآخرة 1447  هـ
- 312 جمادى الآخرة 1447  هـ
- 413 جمادى الآخرة 1447  هـ
- 514 جمادى الآخرة 1447  هـ

18 نوفمبر أو 18 تشرين الثاني أو يوم 18 \ 11 (اليوم الثامن عشر من الشهر الحادي عشر) هو اليوم الثاني والعشرين بعد الثلاثمائة (322) من السنة، أو الثالث والعشرين بعد الثلاثمائة (323) في السنوات الكبيسة، وفقًا للتقويم الميلادي الغربي (الغريغوري). يبقى بعده 43 يومًا على انتهاء السنة.

## أحداث
- 401 - القوط الغربيون بقيادة ألاريك الأول يقطعون جبال الألب ويغزون شمال إيطاليا.
- 1180 - فيليب الثاني يصبح ملك فرنسا.
- 1307 - وفقًا للأسطورة وليام تيل يصيب التفاحة من على رأس ابنه.
- 1494 - الملك الفرنسي شارل الثامن يحتل فلورنسا.
- 1601 - العثمانيون ينتصرون على الجيش الألماني بعد أن كان الألمان يحاصرونهم في «قانيجة».
- 1626 - البابا أوربان الثامن يدشن كاتدرائية القديس بطرس في الفاتيكان رسميًا.
- 1912 - تأسيس الجمعية المحمدية في اندونيسيا
- 1930 - تأسيس سوكا غاكاي، وهي جماعة دينية يابانية تتبع البوذية.
- 1935 - عصبة الأمم تفرض عقوبات على إيطاليا لغزوها إثيوبيا.
- 1963 - عبد السلام عارف يقوم بانقلاب على شريكه في الحكم حزب البعث العربي الاشتراكي، حيث قضي على الحرس القومي وطرد البعثيين من الحكومة.
- 1970 - قادة الحركة التصحيحية في سوريا يعينون أحمد الحسن الخطيب رئيسًا للجمهورية، ليخلف نور الدين الأتاسي في المنصب.
- 1978 - إنتحار جماعي في جونز تاون في الولايات المتحدة يخلف 913 جثة من بينهم أكثر من 200 طفل في حادثة تعد كأكبر عملية إنتحار جماعي في التاريخ.
- 1987 - حريق بمترو أنفاق لندن يقتل ويصيب مئات.
- 1991 - إطلاق سراح مبعوث الكنيسة إلى لبنان تيري وايت والذي كان مختطفًا في بيروت منذ عام 1986.
- 1993 - حكومة جنوب أفريقيا العنصرية تتفق مع نيلسون مانديلا وزملائه على دستور انتقالي.
- 2002 - مفتشي الأسلحة التابعين للأمم المتحدة بقيادة هانز بليكس يصلون إلى العراق.
- 2004 - القوات الإسرائيلية تقتل 3 جنود مصريين على الحدود بين مصر وقطاع غزة.
- 2009 - فوز المنتخب الجزائري على المنتخب المصري في مباراة فاصلة لتحديد المتأهل لكأس العالم أجريت بالسودان .
- 2012 - تنصيب البابا تواضروس الثاني بابا على الإسكندرية وبطريركًا على الكرازة المرقسية وبطريرك الكنيسة القبطية الأرثوذكسية.
- 2013 - ناسا تطلق مسبار مافن إلى المريخ.
- 2019 - مجلس النواب الأمريكي يصوت بالأغلبية على بدء إجراءات عزل الرئيس الأمريكي دونالد ترامب بتهمة إساءة استخدام السلطة وعرقلة الكونجرس.
- 2020 افتتاح المنفذ الحدودي البري المسمّى جديدة - عرعر، بين السعودية والعراق بعد إغلاق دام 30 سنة.

## مواليد
- 709 - كونين، إمبراطور ياباني.
- 1787 - لويس داجير، عالم كيمياء ومصور فرنسي.
- 1874 - كلارنس شبرد داي، كاتب أمريكي.
- 1897 - باتريك بلاكيت، عالم فيزياء إنجليزي حاصل على جائزة نوبل في الفيزياء عام 1948.
- 1906 - جورج والد، عالم فيزيولوجيا أمريكي حاصل على جائزة نوبل في الطب عام 1967.
- 1908 - مصطفى مصباح زادة، حقوقي وعالم الاقتصاد وصحفي إيراني.
- 1920 - مصطفى خليل، رئيس وزراء مصري.
- 1925 - عباس الترجمان، شاعر ومترجم وأستاذ جامعي عراقي - إيراني.
- 1939 - مارغريت آتوود، كاتبة كندية.
- 1940 - قابوس بن سعيد، سلطان سلطنة عمان الثامن.
- 1949 - أحمد زكي، ممثل مصري.
- 1955 - كارتر بورول، موسيقي أمريكي.
- 1959 - إيناس عبد الله، ممثلة مصرية.
- 1960 -
  - كيم وايلد، مغنية إنجليزية.
  - إليزابيث بيركنز، ممثلة أمريكية.
- 1963 -
  - يوسف الثنيان، لاعب كرة قدم سعودي.
  - بيتر شمايكل، حارس مرمى كرة قدم دنماركي.
- 1966 - نوال، مغنية من الكويت.
- 1968 -
  - أحمد حلمي، ممثل مصري.
  - أوين ويلسون، ممثل أمريكي.
- 1976 - منى زكي، ممثلة مصرية.
- 1978 - مروة عبد المنعم، ممثلة مصرية.
- 1984 -
  - نايانتارا، ممثلة هندية.
  - أماني البلوشي، مذيعة كويتية.
- 1986 - نسرين إمام، ممثلة مصرية.

## وفيات
- 1092 - جلال الدولة ملك شاه، سلطان سلجوقي.
- 1482 - كديك أحمد باشا، سياسي وقائد بحري عثماني.
- 1758 - علي بن خليفة، فقيه تونسي.
- 1886 - تشستر آرثر، رئيس الولايات المتحدة الحادي والعشرون.
- 1907 - حسني باقي زاده، سياسي سوري عثماني.
- 1917 - خايمي دي بينييس، دبلوماسي إسباني.
- 1922 -
  - مارسيل بروست، أديب وروائي فرنسي.
  - عبد المسيح الأنطاكي، شاعر وصحفي وكاتب سوري.
- 1941 -
  - فالتر نيرنست، عالم فيزياء وكيمياء فيزيائية ألماني حاصل على جائزة نوبل في الكيمياء عام 1920.
  - كريس واتسون، رئيس وزراء أسترالي.
- 1962 - نيلس بور، عالم فيزياء دنماركي حاصل على جائزة نوبل في الفيزياء عام 1922.
- 1978 - ليو رايان، سياسي أمريكي.
- 1995 - محمد خير الدين، روائي وشاعر مغربي.
- 2003 - مايكل كامن، ملحن أمريكي.
- 2004 - فكري أباظة، ممثل مصري.
- 2005 -
  - حسين الشافعي، نائب رئيس جمهورية مصري.
  - تحية الأنصاري، ممثلة مصرية.
- 2008 - عبد الباقي الحسيني، مؤسس جمعية أنصار السنة المحمدية في مصر.
- 2010 -
  - أبراهام السرفاتي، سياسي مغربي.
  - برايان مارسدن، عالم فلك بريطاني.
- 2015 -
  - أحمد اللوزي، سياسي أردني.
  - عبد الحميد أبا عود، إرهابي بلجيكي.
  - عبد الله الربيع، ممثل سعودي.
  - جونا لومو، من أساطير رياضة الركبي النيوزيلنديين.
- 2017 - وليد المؤمن، مذيع كويتي.
- 2019 - سلطان بن زايد آل نهيان، ممثل رئيس دولة الإمارات العربية المتحدة ونائب رئيس مجلس الوزراء السابق لدولة الإمارات العربية المتحدة..

## أعياد ومناسبات
- اليوم الوطني في سلطنة عمان.
- عيد الاستقلال في المغرب.
- عيد الاستقلال في لاتفيا.

## وصلات خارجية
- وكالة الأنباء القطريَّة: حدث في مثل هذا اليوم.
- النيويورك تايمز: حدث في مثل هذا اليوم.
- BBC: حدث في مثل هذا اليوم.